# Ercole Roncaglia
Ercole Roncaglia, italijanski general, * 1886, † 1965.